# 2007-es FIFA-klubvilágbajnokság-döntő
A 2007-es FIFA-klubvilágbajnokság-döntőjét december 16-án játszotta a 2006–2007-es UEFA-bajnokok ligája győztese, az olasz AC Milan és a 2007-es Copa Libertadores győztese, az argentin Boca Juniors. A helyszín a jokohamai Nissan Stadion volt, a találkozót az AC Milan nyerte. Az olasz csapat negyedik klubvilágbajnoki/Interkontinentális kupa győzelmét aratta. A mérkőzés legjobbja Kaká lett.

## Út a döntőbe
| Boca Juniors                         | Csapat       | Milan                                        |
| ------------------------------------ | ------------ | -------------------------------------------- |
| CONMEBOL                             | Konföderáció | UEFA                                         |
| A 2007-es Copa Libertadores győztese | Kvalifikáció | A 2006–2007-es UEFA-bajnokok ligája győztese |
| Erőnyerő                             | Selejtező    | Erőnyerő                                     |
| Erőnyerő                             | Negyeddöntő  | Erőnyerő                                     |
| 1–0 Étoile du Sahel (Cardozo 37')    | Elődöntő     | 1–0 Urava Red Diamonds (Seedorf 68')         |

| 2007. december 16. 19:30 |

| Boca Juniors            | 2–4               | Milan                              |
| ----------------------- | ----------------- | ---------------------------------- |
| Palacio 22' Ledesma 85' | (1–1) Jegyzőkönyv | Inzaghi 21' 71' Nesta 50' Kaká 61' |

| Nissan Stadion, Jokohama Nézőszám: 68,263 Játékvezető: Marco Rodríguez (mexikói) |

| Boca Juniors | Milan |

|              |    |                         |                                      |     |
|              |    |                         |                                      |     |
| GK           | 12 | Mauricio Caranta        |                                      |     |
| CB           | 20 | Jonatan Maidana         |                                      |     |
| CB           | 29 | Gabriel Paletta         | 73'                                  |     |
| CB           | 3  | Claudio Morel Rodríguez |                                      |     |
| DM           | 5  | Sebastián Battaglia     | 55'                                  |     |
| RM           | 4  | Hugo Ibarra             | 40'                                  |     |
| CM           | 15 | Álvaro González         |                                      | 67' |
| CM           | 24 | Éver Banega             |                                      |     |
| LW           | 19 | Neri Cardozo            |                                      | 68' |
| SS           | 14 | Rodrigo Palacio         |                                      |     |
| CF           | 9  | Martín Palermo (c)      |                                      |     |
| Substitutes  |    |                         |                                      |     |
| MF           | 8  | Pablo Ledesma           | sárga lap · 2. sárga lap · kiállítva | 67' |
| MF           | 11 | Leandro Gracián         |                                      | 68' |
| Vezetőedző   |    |                         |                                      |     |
| Miguel Russo |    |                         |                                      |     |

|                 |    |                   |                                      |     |
|                 |    |                   |                                      |     |
| GK              | 1  | Dida              |                                      |     |
| RB              | 25 | Daniele Bonera    |                                      |     |
| CB              | 13 | Alessandro Nesta  |                                      |     |
| CB              | 4  | Kaha Kaladze      | sárga lap · 2. sárga lap · kiállítva |     |
| LB              | 3  | Paolo Maldini (c) |                                      |     |
| CM              | 8  | Gennaro Gattuso   |                                      | 65' |
| CM              | 21 | Andrea Pirlo      |                                      |     |
| CM              | 23 | Massimo Ambrosini | 22'                                  |     |
| AM              | 22 | Kaká              | 62'                                  |     |
| AM              | 10 | Clarence Seedorf  |                                      | 87' |
| CF              | 9  | Filippo Inzaghi   |                                      | 76' |
| Cserék          |    |                   |                                      |     |
| MF              | 5  | Émerson           |                                      | 65' |
| DF              | 2  | Cafu              |                                      | 76' |
| MF              | 32 | Cristian Brocchi  |                                      | 87' |
| Vezetőedző      |    |                   |                                      |     |
| Carlo Ancelotti |    |                   |                                      |     |

| A mérkőzés legjobbja: Kaká (Milan) Asszisztens: José Luis Camargo (mexikói) Pedro Rebollar (mexikói) Negyedik játékvezető: Mark Shield (ausztrál) | Szabályok - 90 perc játékidő. - 30 perc hosszabbítás döntetlen esetén. - Tizenegyesek ha ekkor sincs döntés. - Tizenkét nevezhető csere. - Maximum három cserelehetőség. |

### Statisztika
|                      | Boca Juniors | Milan |
| -------------------- | ------------ | ----- |
| Gól                  | 2            | 4     |
| Összes lövés         | 17           | 14    |
| Kaput eltaláló lövés | 9            | 7     |
| Labdabirtoklás       | 49%          | 51%   |
| Szöglet              | 5            | 2     |
| Szabálytalanság      | 22           | 14    |
| Les                  | 4            | 3     |
| Sárga lap            | 3            | 2     |
| Piros lap            | 1            | 1     |